# Benigno Calvi
Il Venerabile Padre Benigno Calvi (Inzago, 23 luglio 1909 – Concesa, 25 ottobre 1937) è stato un religioso italiano dell'Ordine dei Carmelitani Scalzi.
Il 29 ottobre 1993 il Cardinale Martini ne avviò la Causa di Beatificazione in seduta pubblica, nella chiesa parrocchiale di Concesa. Attualmente il Processo diocesano è terminato e poco prima della morte Giovanni Paolo II lo ha dichiarato Venerabile.
I suoi resti mortali riposano nel Santuario Carmelitano della Divina Maternità luogo presso cui il Venerabile morì.
| Controllo di autorità | VIAF (EN) 67353454 · ISNI (EN) 0000 0000 5338 5902 · LCCN (EN) no99083824 · GND (DE) 122649753 |